# Lowell Lewis
Lowell Lyttleton Lewis (né le 18 août 1952 à Montserrat) est un homme politique, ministre en chef de Montserrat du 2 juin 2006 au 10 septembre 2009.

## Biographie
Lowell Lyttleton Lewis est né le 18 août 1952 à Montserrat. Il fait ses études médicales à l'université de Sheffield dont il sort diplômé en 1976. Il revient à Montserrat en 1978 pour servir comme Surgeon avant de repartir au Royaume-Uni pour se spécialiser grâce à une bourse du Royal College of Surgeons of Edinburgh (en) et obtient un diplôme en Santé Publique. De 1984 à 1991, il est directeur des services de santé pour le gouvernement de Montserrat. En 1990, il reçoit la médaille d’honneur de Montserrat pour les services rendus pendant la catastrophe de l’ouragan Hugo.
En 1991, il démissionne de son poste pour être candidat indépendant aux élections législatives dans la circonscription du sud, mais il est battu avec seulement cinq pour cent des voix. Pendant plusieurs années il exerce alors comme médecin en dehors de Montserrat et retourne en Angleterre pour se spécialiser en néphrologie. De 1994 à 1999, il enseigne sur le campus de Cave Hill (Barbade) de l'université des Indes occidentales, mais il reste très présent dans le débat public à Montserrat.
En février 2001, il rejoint le Nouveau mouvement de libération du peuple, dirigé par John Osborne et gagne les élections législatives. Il devient alors Ministre des Télécomunications et Ministre en chef adjoint de John Osborne. En mars 2003, il démissionne de son poste et reste au Parlement comme indépendant dans l'Opposition.
En 2006, il fonde le Parti démocratique de Montserrat (MDP) sous les couleurs duquel il concourt avec sept autres candidats pour les élections de 2006. Si le MDP obtient 24,40 % des voix, il est cependant le seul élu. Une coalition se met alors en place autour du Nouveau mouvement populaire de libération, dirigé par John Osborne, qui rassemble aussi David Brandt et le désigne comme ministre en chef de Montserrat. Son mandat est marqué par la difficile situation économique à la suite de l'éruption de la Soufrière et plusieurs ministres vont quitter son gouvernement. Bien que réélu député lors des élections de 2009, il perd sa majorité.
Il se présente par la suite aux élections de 2014, sous l'étiquette de l'Alliance des candidats indépendants et de 2019, sous celle du Congrès national de Montserrat, mais est battu à chaque fois.